# Sung Tongs
Sung Tongs é o quinto álbum de estúdio da banda Animal Collective. É baseado em música experimental com o típico estilo folk norte-americano.

## Faixas
1. "Leaf House" - 2:42
2. "Who Could Win a Rabbit" - 2:18
3. "The Softest Voice" - 6:46
4. "Winters Love" - 4:55
5. "Kids on Holiday" - 5:47
6. "Sweet Road" - 1:15
7. "Visiting Friends" - 12:36
8. "College" - 0:53
9. "We Tigers" - 2:43
10. "Mouth Wooed Her" - 4:24
11. "Good Lovin Outside" - 4:26
12. "Whaddit I Done" - 4:05